# Acanthophis antarcticus
La vipera della morte comune (Acanthophis antarcticus Shaw & Nodder, 1802) è una specie di vipera della morte originaria dell'Australia. È uno dei serpenti terrestri più velenosi in Australia e nel mondo. Nonostante rimanga diffuso in buona parte del territorio, sta affrontando una crescente minaccia a causa dell'invasione dei rospi delle canne in Australia.

## Descrizione
La vipera della morte comune possiede una testa ampia e piatta, dalla forma vagamente triangolare, ed un corpo spesso con striature rosse, marrone e nero, mentre il ventre è grigio, crema o rosa. Può raggiungere una lunghezza massima di 70–100 centimetri (2,3–3,3 piedi). Queste vipere possiedono le zanne più lunghe di qualsiasi altro serpente australiano. A differenza della vipera europea (Vipera berus), la vipera della morte comune è un membro della famiglia Elapidae, la famiglia dei cobra, piuttosto che della famiglia Viperidae, che non sono diffusi in Australia.

## Tassonomia
La vipera della morte comune venne descritta per la prima volta nel 1802 da George Shaw, come Boa antarctica. Il naturalista francese François Marie Daudin eresse il genere Acanthophis nel 1803, designando la vipera della morte (allora nota come A. cerastinus) come unica specie a farne parte.

### Sinonimi
- Boa antarctica Shaw & Nodder, 1802[3]
- Acanthophis cerastinus Daudin, 1803
- Acanthophis brownii Leach, 1814
- Ophryas acantophis Merrem, 1820
- Vipera sorda Salvado 1851
- Boa aculeata Boulenger 1896

## Distribuzione e habitat
La vipera della morte comune è diffusa in gran parte dell'Australia meridionale orientale e costiera - Queensland, Nuovo Galles del Sud, Victoria e Australia meridionale. È più rara nel Northern Territory, nell'Australia occidentale e nelle parti occidentali dell'Australia meridionale. È anche originaria della Papua Nuova Guinea.
Questi serpenti prediligono le foreste, i boschi, le praterie e le brughiere della costa orientale dell'Australia. Sono maestri del mimetismo, grazie alla loro colorazione a fasce che permette di spezzare la loro figura quando si nascondono tra le foglie morte del sottobosco, tra gli arbusti e nelle praterie.

## Biologia

### Alimentazione
Le vipere della morte comuni si nutrono principalmente di piccoli mammiferi e uccelli. A differenza di altri serpenti, questi animali sono predatori da imboscata, che rimangono fermi in attesa della loro preda (spesso anche per molti giorni). In genere si nascondono sotto le foglie morte del sottobosco, spezzando la propria figura grazie al loro motivo mimetico, giacendo avvolte su se stesse, contorcendo la punta della coda (simile ad una larva) vicino alla testa come un'esca. Quando un animale si avvicina incuriosito dal movimento, la vipera colpisce rapidamente, iniettando il suo veleno, per poi attendere che la vittima muoia prima di mangiarla. Nonostante il nome, questo serpente non è aggressivo, tuttavia la sua tecnica di caccia ad imboscate ed il suo eccellente mimetismo, lo rendono difficile da individuare, rendendolo pericoloso per le persone che si avventurano negli habitat delle foreste.

### Riproduzione
A differenza della maggior parte dei serpenti, le vipere della morte comuni partoriscono piccoli già formati (viviparità). Alla fine dell'estate, le femmine, possono partorire da 3 a 20 cuccioli. Sono state registrate nidiate anche di 30 cuccioli.

## Veleno
Il veleno della Vipera della morte contiene una neurotossina non potenzialmente mortale ma la quantità di veleno iniettata che varia dai 270 millilitri ai 500 millilitri rende il serpente uno dei più velenosi al mondo. Lo scatto ed il morso di questo serpente è il più veloce tra tutti i serpenti velenosi registrati in Australia. I sintomi si verificano all’istante e causano vomito, diarrea, febbre alta, necrosi estesa in tutta la zona dell’arto colpito, edema polmonare e shock anafilattico. Nelle persone, la morte può verificarsi entro sei ore dopo il morso.

## Conservazione
La Lista rossa IUCN classifica Acanthophis antarcticus come specie a rischio minimo (Least Concern).
Nonostante rimanga diffusa su buona parte del territorio, la vipera della morte comune sta affrontando un crescente declino. La causa di ciò è da attribuire alla perdita dell'habitat e alla crescente diffusione degli invasivi rospi delle canne in Australia. Questi rospi sono in grado di nutrirsi degli esemplari più giovani. Inoltre, per via delle loro ghiandole tossiche, questi rospi sono molto velenosi, e qualsiasi animale provi a nutrirsene muore avvelenato. Ciò ha portato alla drastica diminuzione di molte specie di rettili, tra cui la vipera della morte comune.